# Santa Rita de Caldas
Santa Rita de Caldas es un municipio brasilero del estado de Minas Gerais. Su población estimada en 2004 era de 9.288 habitantes.
Con 1.162 metros de altitud, localizada entre los picos de la Sierra del Cervo, en el sur del estado de Minas Gerais. Posee algunas de las más deslumbrantes manifestaciones de fe del estado y esconde a lo largo de su municipio bellezas naturales visitadas por amantes de la naturaleza y praticantes de deportes ecológicos. El municipio posee 502 km² de extensión y una población de 9.264 habitantes divididos entre la ciudad y a zona rural. Posee una tierra fértil, rica en naciente de agua y de clima agradable proporcionando el éxito de la economía municipal en la agricultura y en la ganadería de corte y lechera.

## Historia
El 16 de octubre de 1861, Santa Rita de Caldas, también perteneciente al municipio de Caldas, comienza su vida civil, pues, en ese día el Gobierno de la Provincia, a través de la Ley 1.103, elevó a distrito de paz el poblado existente.
La creación de la parroquia el 22 de julio de 1868, entretanto, solo fue canónicamente promovida tres años después, mediante una disposición de la autoría eclesiástica con fecha del 30 de enero de 1871.

## Carreteras
La principal carretera que corta el municipio es la BR 459 uniendo Poços de Caldas -MG a Paraty (Río de Janeiro) -RJ.